# Chiesa di San Nicola Vescovo (Monfumo)
La chiesa di San Nicola Vescovo è la parrocchiale di Monfumo, in provincia e diocesi di Treviso; fa parte del vicariato di Asolo.

## Storia
La primitiva cappella venne costruita nel XV secolo impiegando dei materiali ricavati da un'antica cinta muraria; si trattava di un edificio con l'abside rivolta ad oriente e dipendente dalla prepositura di Asolo e dalla pieve di Cavaso.

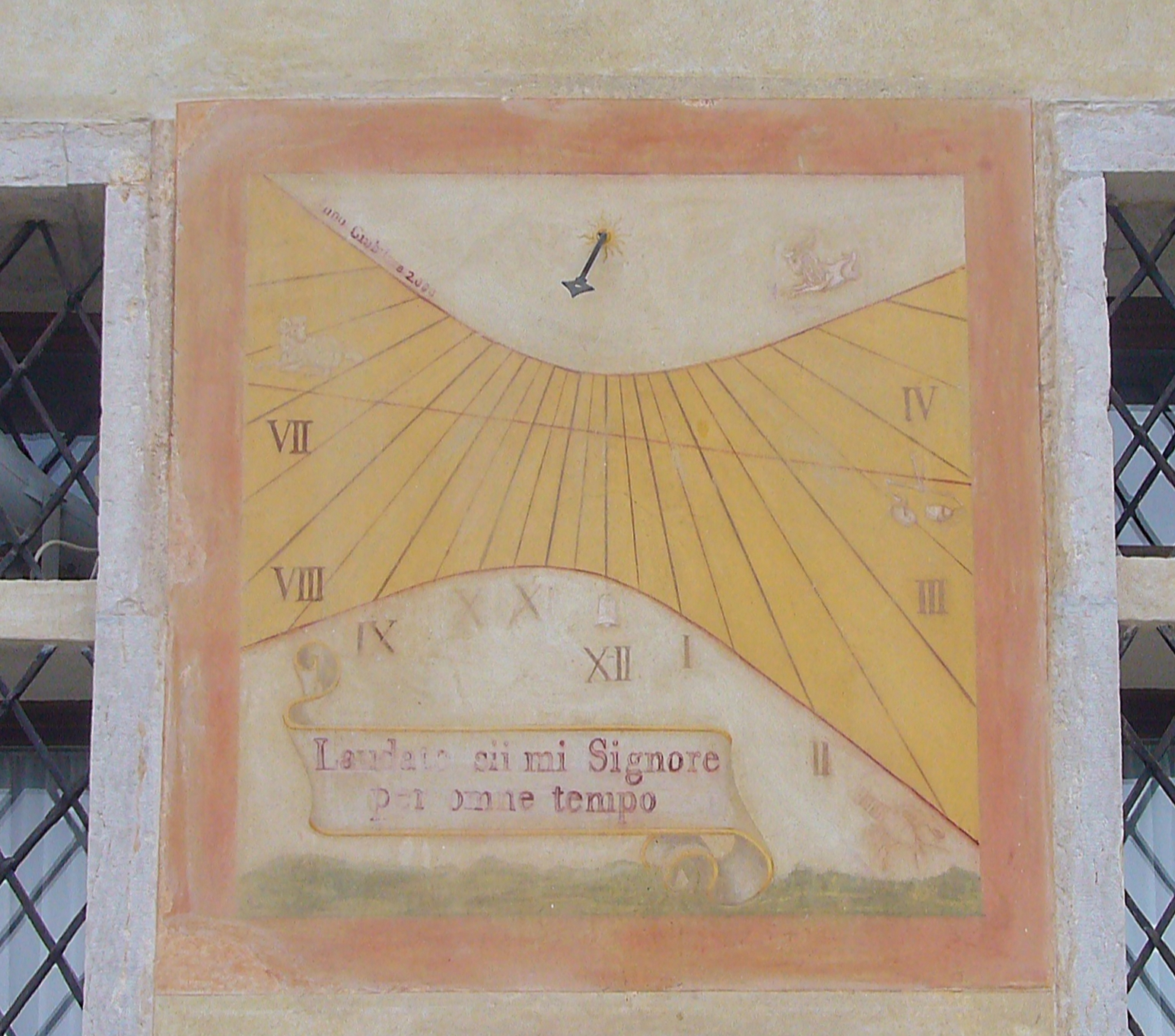
La meridiana

Nel 1554 si provvide a restaurare la chiesa e nel 1575 l'antica torre dei Maltraversi, già rifatta circa un secolo prima, venne riadattata a campanile e furono pertanto acquistate delle campane.
Il sisma del 25 febbraio 1695 provocò ingenti danni alla parrocchiale, che fu demolita definitivamente dopo il 1717 e sostituita dalla nuova chiesa neoclassica, la quale venne poi consacrata nel 1760 dal vescovo Paolo Francesco Giustinian.
Tra il 1876 e il 1877 fu costruito il soffitto su progetto del sanzenonese Antonio Vendrasco, mentre nel 1938 si provvide a restaurare totalmente la chiesa; il campanile, danneggiato nel 1944 durante la seconda guerra mondiale, venne risistemato nel 1947.
La copertura della parrocchiale fu interessata da un rifacimento nel 1974 e negli anni ottanta, in ossequio alle norme postconciliari, il luogo di culto fu dotato dell'ambone e dell'altare rivolto verso l'assemblea.

## Descrizione

### Esterno

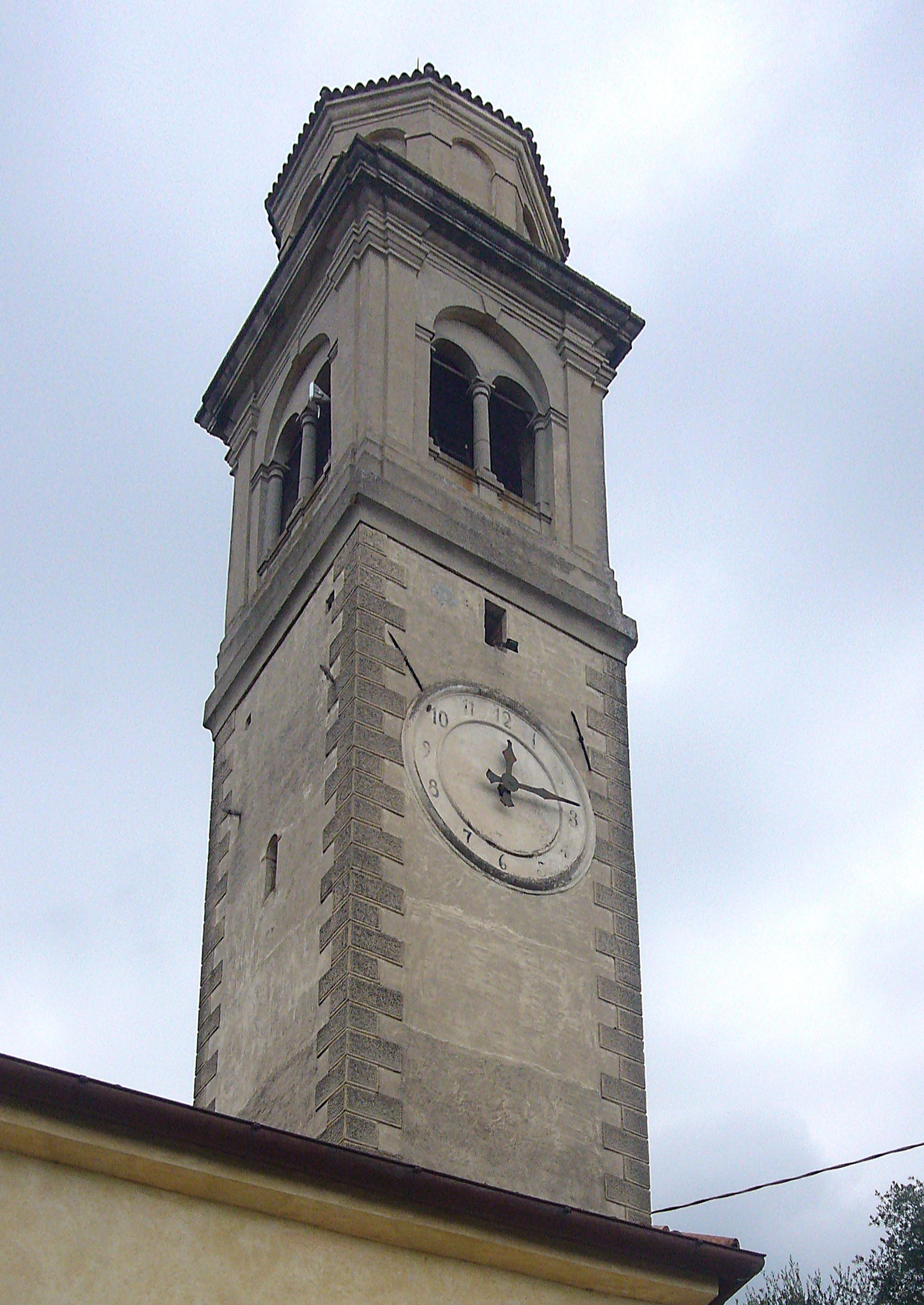
Il campanile

La facciata a capanna della chiesa, rivolta a mezzogiorno e scandita da quattro lesene con capitelli doriche sorreggenti il fregio con triglifi e il frontone in cui s'apre un oculo, presenta al centro il portale d'ingresso, sormontato dal timpano semicircolare.
Accanto alla parrocchiale si erge il campanile a pianta quadrata, la cui cella presenta su ogni lato una monofora ed è coperta dal tetto a otto falde poggiante sul tamburo.

### Interno
L'interno dell'edificio si compone di un'unica navata, sulla quale si affacciano le cappelle laterali introdotte da archi a tutto sesto e le cui pareti sono scandite da paraste sorreggenti la trabeazione modanata, dentellata e aggettante sopra la quale si imposta la volta a botte; al termine dell'aula si sviluppa il presbiterio, rialzato di tre gradini e chiuso dall'abside semicircolare.
Qui sono conservate diverse opere di pregio, tra le quali il dipinto del soffitto, eseguito da Noé Bortignon tra il 1877 e il 1878, due statue di angioletti, scolpite da Pasino Canova, e il doppio tabernacolo, costruito dalla scuola dei Torretto.